# Sergio Pettis
Sergio Jerome Pettis (Milwaukee, 18 agosto 1993) è un lottatore di arti marziali miste statunitense.
Combatte nella divisione dei pesi gallo, dove attualmente è il campione, per la promozione Bellator MMA.

## Biografia
Pettis cresce in una famiglia ispanica di un quartiere malfamato di Milwaukee da genitori messicani e portoricani: infatti il cognome originario della famiglia è Perez, ma il padre lo cambiò per evitare discriminazioni sociali.
Fratello minore di Anthony, con il fratello condivide la passione per gli sport da combattimento sin dalla giovane età. Da adolescente frequenta la Pius XI High School.

## Carriera nelle arti marziali miste

### Ultimate Fighting Championship
Dopo nove vittorie di fila Pettis attrae l'interesse della promozione UFC, che nell'estate 2013 lo mette sotto contratto. Qui vi milita il fratello maggiore Anthony, allora campione del mondo dei pesi leggeri. Il nativo di Milwaukee avrebbe dovuto debuttare contro Vaughan Lee il 16 novembre seguente, in un match nei pesi gallo a UFC 167, ma l'inglese si ritira dall'evento per via di un infortunio ed è sostituito da  Will Campuzano. Pettis emergerà vittorioso tramite decisione unanime. 
Torna sull'ottagono quasi subito, il 25 gennaio 2015, per affrontare il poco quotato Alex Caceres a UFC on Fox 10. In un acceso match che guadegnerà più tardi il riconoscimento di Fight of the Night, Pettis subisce a gran sorpresa la prima sconfitta da professionista dovendosi arrendere via sottomissione nel round finale dell'incontro. 
Il 7 giugno seguente combatte contro Yaotzin Meza in occasione dell'evento UFC Fight Night: Henderson vs. Khabilov, imponendosi ai punti dopo tre riprese.